# Xylotrechus schaefferi
Xylotrechus schaefferi là một loài bọ cánh cứng trong họ Cerambycidae.